# Whiteite-(CaMnMg)
La whiteite-(CaMnMg) è un minerale appartenente al gruppo della jahnsite.